# Deinopa gorima
Deinopa gorima är en fjärilsart som beskrevs av William Schaus 1901. Deinopa gorima ingår i släktet Deinopa och familjen nattflyn. Inga underarter finns listade i Catalogue of Life.